# Dirk Walbrecker
Dirk Walbrecker (* 3. Juli 1944 in Wuppertal) ist ein deutscher Autor von Kinder- und Jugendliteratur, Drehbuchautor und Hörspielautor.

## Leben
Nach Studien in Germanistik und Pädagogik arbeitete er zunächst beim Film. Seit 1986 ist Walbrecker als freiberuflicher Autor tätig, seine Werke wurden mittlerweile in 15 Sprachen übersetzt. Schwerpunkt seiner Arbeit ist die zeitgemäße Neuerzählung von klassischen Stoffen für Kinder und Jugendliche. Walbrecker unternimmt Lesereisen in deutschsprachigen Ländern, bei denen er Kindern und Jugendlichen Einblicke in die Schreibwerkstatt gibt.
Walbrecker lebt seit 1965 in München und ist Vater von drei Kindern.

## Werke

### Kinder- und Jugendliteratur

#### Bilderbücher
- Kleiner Engel, wo bist du?. Mit Bildern von Martina Mair. Pattloch Verlag, 2004. ISBN 978-3-629-01303-3
- Katzenkonzert: Die Geschichte von Bianca und Nero mit Audio-CD. Mit Bildern von Bernhard Oberdieck. Schott Music 2008. ISBN 978-3-7957-0186-4

#### Kinderbücher
- Phillip der auszog ein Ritter zu werden. Betz Verlag, 2005. ISBN 978-3-219-11203-0
- Das Geburtstagsschwein. Mit Bildern von Sabine Wilharm. Die Schatzkiste im Allitera Verlag, 2009. ISBN 978-3-86906-078-1

#### Jugendbücher
- Pralle Töne: Eine Cliquengeschichte. Rowohlt Taschenbuch Verlag, 1995. ISBN 3-499-20748-6
- Greg: Eine rätselhafte Verwandlung. Rowohlt Taschenbuch Verlag, 2004. ISBN 978-3-499-21264-2
- Spacy Spacy: Geheimnisvoller Besuch. Altberliner Verlag, 2005. ISBN 978-3-86637-960-2
- Forbidden Love? – Liebe verboten?. Langenscheidt, 2007. ISBN 978-3-468-20486-9
- Secret Love – Geheime Liebe. Langenscheidt, 2008. ISBN 978-3-468-20488-3
- Love in Danger – Liebe in Gefahr. Langenscheidt-Hachette, 2009. ISBN 978-3-468-20466-1

#### Reihen
Geheimbund Murmel
- 24 Hunde sind verschwunden (Band 1). Egmont Franz Schneider Verlag, 1987. ISBN 3-570-20705-6
- Ein heißer Fund (Band 2). Egmont Franz Schneider Verlag, 1987. ISBN 3-505-09633-4
- Die Feuer-Vroni (Band 3). Egmont Franz Schneider Verlag, 1988. ISBN 3-505-09634-2
- Feige Flucht (Band 4). Egmont Franz Schneider Verlag, 1988. ISBN 3-505-09718-7
- Blüten im Salat (Band 5). Egmont Franz Schneider Verlag, 1988. ISBN 3-505-09893-0
- Der Super-Kleber (Band 6). Egmont Franz Schneider Verlag, 1989. ISBN 3-505-09894-9
- Die Schoko-Klauer (Band 7). Egmont Franz Schneider Verlag, 1990. ISBN 3-505-04223-4

Die Geisterhandys
- Little Ghost XXL. Mit Bildern von Daniel Napp. Ars Edition, 2001. ISBN 978-3-86906-144-3
- Crazy Crazy L.A. Mit Bildern von Daniel Napp. Ars Edition, 2002. ISBN 3-7607-3836-2

#### Sachbücher
- Komponistenporträts für Kinder: Robert Schumann mit Audio-CD. Mit Bildern von Maren Blaschke. Schott Music 2010. ISBN 978-3-7957-0695-1

#### Neuerzählungen von Kinder-Klassikern
- Ali Baba und die 40 Räuber. Kübler Verlag, 2010. ISBN 978-3-942270-61-8
- Miguel de Cervantes: Don Quijote. Betz-Verlag, 1992. ISBN 3-219-10527-0
- Daniel Defoe: Robinson Crusoe. Kübler Verlag, 2010. ISBN 978-3-942270-62-5
- Jonathan Swift: Gullivers Reisen. Kübler Verlag. 2010. ISBN 978-3-942270-63-2
- Herman Melville: Moby Dick. Kübler Verlag. 2010. ISBN 978-3-942270-64-9
- Howard Pyle: Robin Hood. Kübler Verlag, 2010. ISBN 978-3-942270-65-6
- Charles Dickens: Oliver Twist. Kübler Verlag, 2010. ISBN 978-3-942270-66-3
- Robert Louis Stevenson: Die Schatzinsel. Kübler Verlag, 2010. ISBN 978-3-942270-67-0
- Mark Twain: Huckleberry Finn. Kübler Verlag, 2010. ISBN 978-3-942270-68-7

### Belletristik
- Im Fegefeuer der Gefühle. Schneekluth Verlag, 1996. ISBN 978-3-7951-1398-8

### Herausgeberschaften
- Weisheit des Herzens. Pattloch Verlag, 2008. ISBN 978-3-629-10303-1

### Hörbücher
- Sindbad der Seefahrer, ISBN 978-3-89614-361-7, Hörbuchproduktionen 2006
- Spacy Spacy: Geheimnisvoller Besuch, ISBN 3-86667-463-5, Radioropa 2006
- Ali Baba, ISBN 978-3-942270-53-3, Kuebler Hoerbuch 2010
- Robinson Crusoe, ISBN 978-3-942270-54-0, Kuebler Hoerbuch 2010
- Gullivers Reisen, ISBN 978-3-942270-55-7, Kuebler Hoerbuch 2010
- Moby Dick, ISBN 978-3-942270-56-4, Kuebler Hoerbuch 2010
- Robin Hood, ISBN 978-3-942270-57-1, Kuebler Hoerbuch 2010
- Oliver Twist, ISBN 978-3-942270-58-8, Kuebler Hoerbuch 2010
- Die Schatzinsel, ISBN 978-3-942270-59-5, Kuebler Hoerbuch 2010
- Huckleberry Finn, ISBN 978-3-942270-60-1, Kuebler Hoerbuch 2010